# Grote of Laurentiuskerk (Varsseveld)
De Grote of Laurentiuskerk is een protestantse kerk in de Nederlandse plaats Varsseveld. Als parochie scheidde Varsseveld zich rond 1150 af van Zelhem. Het eigendom van de kerk ging in 1245 over van Herman I van Loon naar het klooster Bethlehem. Dit klooster was gewijd aan Laurentius van Rome en daarop kreeg de kerk van Varsseveld ook de naam Laurentiuskerk. 
De kerk brandde grotendeels af in 1723, op de toren na. Echter in 1793 sloeg de bliksem in de toren, waardoor deze ook beschadigd raakte. Zowel het schip als de toren werden herbouwd. 
De opzet van de kerk is een pseudobasiliek in gotische stijl. De entree is geplaatst in de brede kerktoren die wordt bekroond met een ingesnoerde naaldspits. De spitsboogvensters die in de zijbeuken en het priesterkoor zijn verwerkt, zijn voorzien van glas in loodramen van Piet Kok. In de kerk is een orgel aanwezig van een van de zonen van Hermanus Knipscheer. 
De kerk is in 1966 aangewezen als rijksmonument.

## Galerij

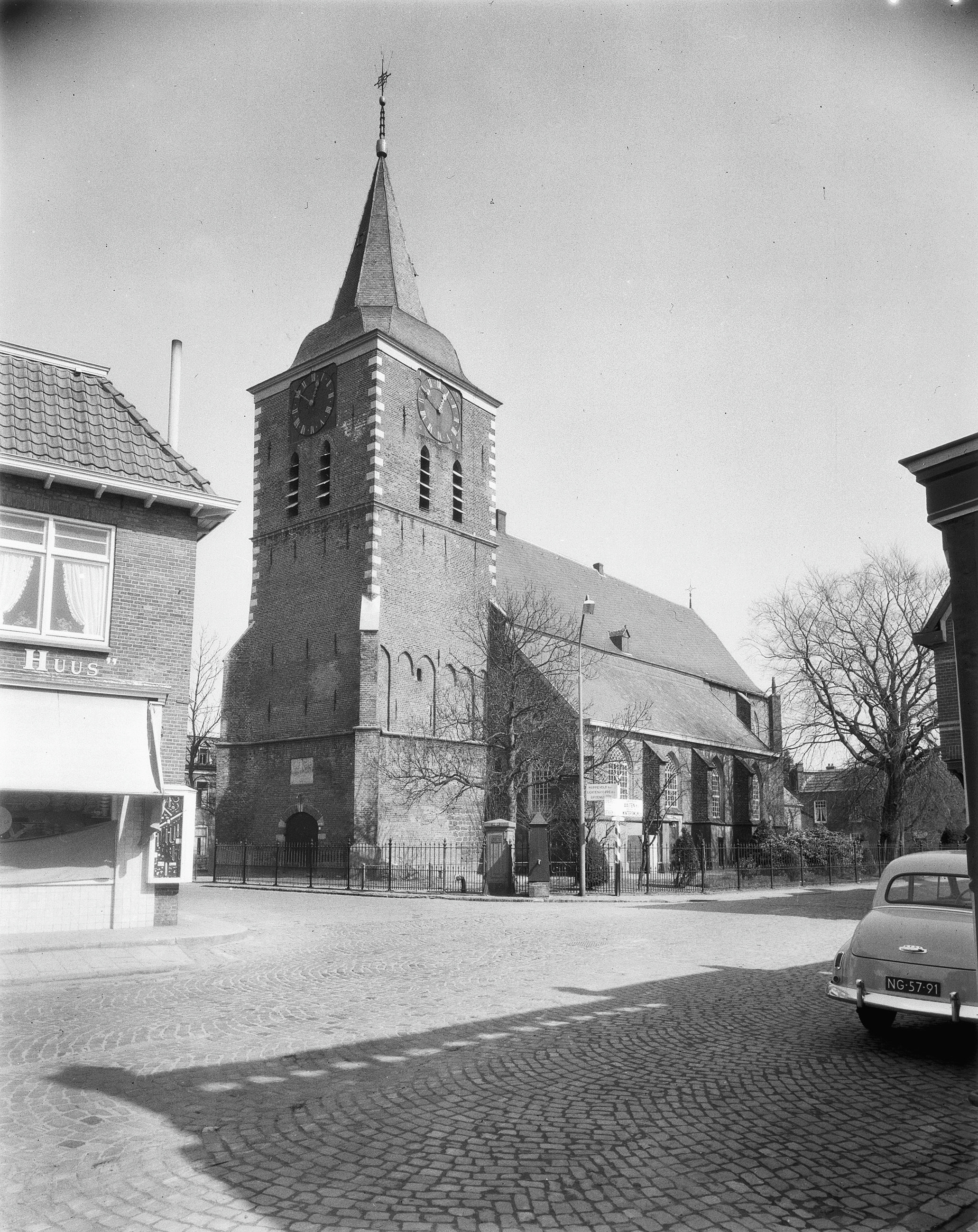
Vooraanzicht (1952)
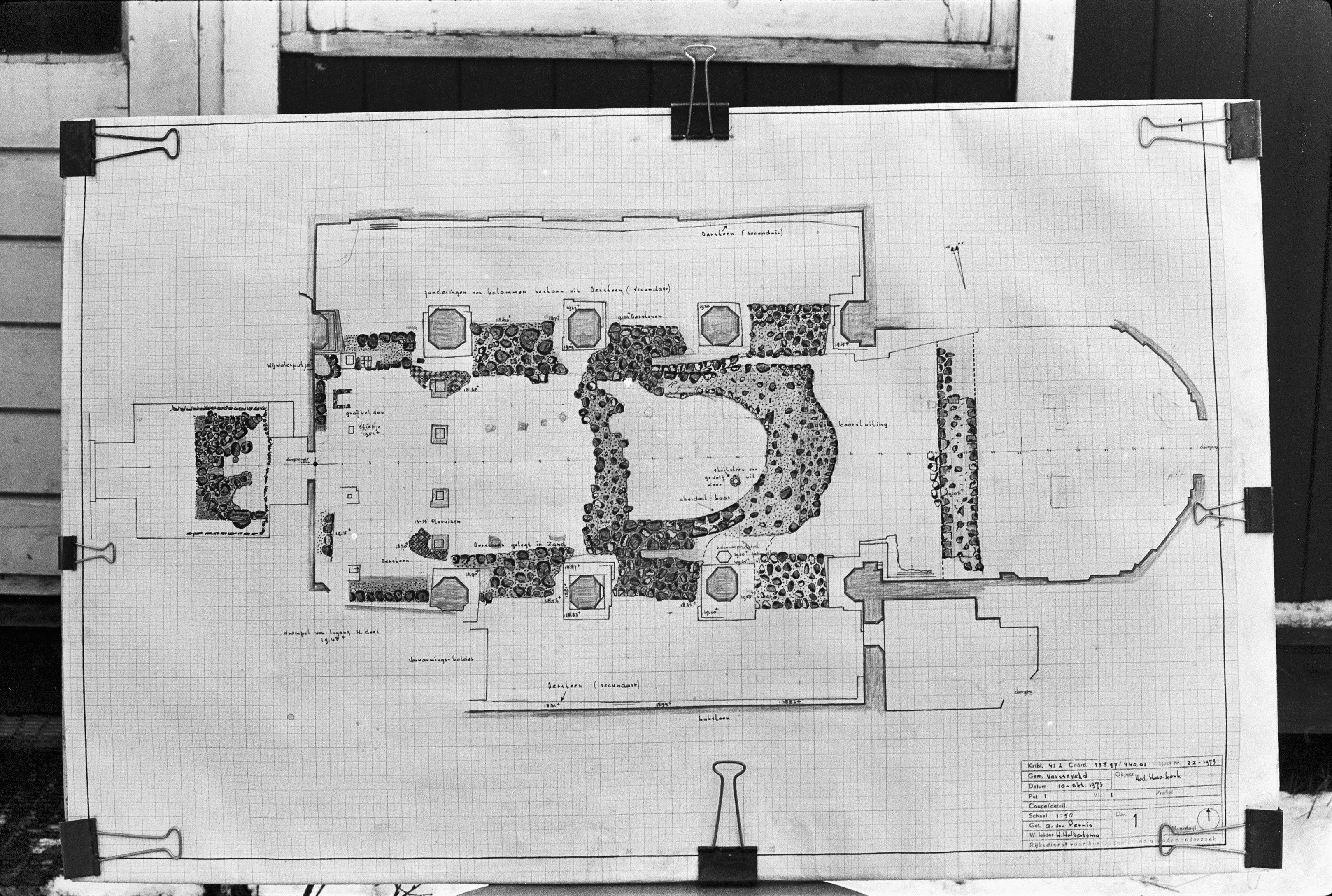
Plattegrond van de opgraving